# Église Saint-Martin de Crouay
Pour les articles homonymes, voir Église Saint-Martin.
L'église Saint-Martin est une église catholique située à Crouay, en France. Datant des XIIIe et XIVe siècles, elle est inscrite au titre des Monuments historiques.

## Localisation
L'église est située dans le département français du Calvados, à l'est du territoire de Crouay.

## Historique
L'édifice est inscrit au titre des Monuments historiques depuis le 21 mai 1927.